# Adolfo Urso
Adolfo Urso (n. 12 iulie 1957, Padova, Italia) este un politician italian.